# Madge Blake

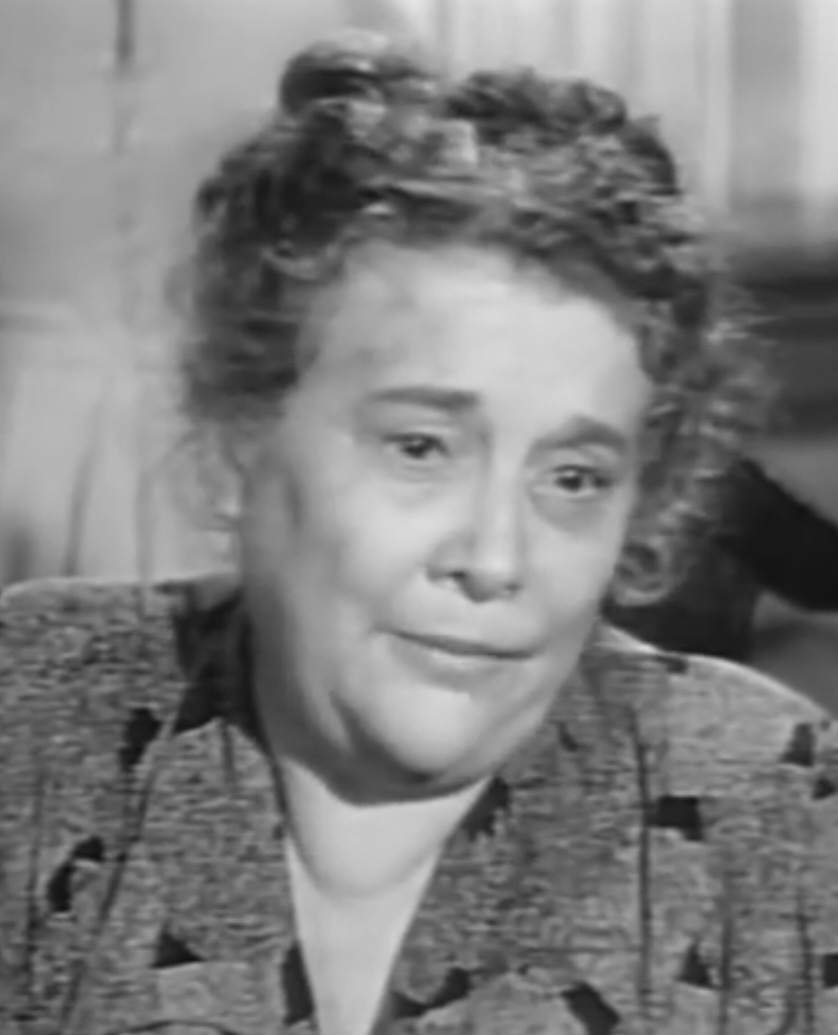
Fotograma de Madge Blake.

Madge Blake (Kinsley, Kansas, 31 de maig del 1899 - Pasadena, Califòrnia, 19 de febrer del 1969) fou una actriu estatunidenca coneguda principalment pel seu paper de tieta Harriet Cooper a la sèrie de l'ABC Batman, emesa als anys seixanta.
A més del seu paper a Batman, Blake fou la desconcertada mare de "Larry Mondello", a Leave It to Beaver (1957), l'efusiva i tafanera columnista Dora Bailey a Cantant sota la pluja (1952), i també fou model per una de les fades de la versió animada de Disney de La bella dorment (1959).
Blake també feu el paper de "Flora McMichael", juntament amb Walter Brennan, a la sèrie de l'ABC The Real McCoys, una popular comèdia de situació dels anys cinquanta i seixanta que girava al voltant d'una família de Virgínia Occidental traslladada al sud de Califòrnia.
Abans del seu paper a Batman, va intervenir a l'episodi pilot de The Addams Family (emès als Estats Units el setembre del 1965) com Miss Comstock, una directiva del col·legi dels nens Addams. Blake també va aparèixer en un episodi memorable de I Love Lucy el 1957 amb Georges Reeves com a artista convidat amb el paper de Superman.
Amb la seva salut deteriorant-se, el seu paper de tieta Harriet fou reduït, i amb la presentació del personatge de Batgirl a la temporada tercera i final de Batman només va poder intervenir-hi en dos episodis com a artista convidada. Va morir per un infart agut de miocardi poc després que es cancel·lés la sèrie, als 69 anys. Està enterrada al cementiri "Grand View Memorial park" a Glendale (Califòrnia).

## Filmografia
- Adam's Rib (1949)
- A Life of Her Own (1950)
- Between Midnight and Dawn (1950)
- Finders Keepers (1951)
- The Prowler (1951)
- M (1951)
- No Questions Asked (1951)
- Queen for a Day (1951)
- Rhubarb (1951)
- A Millionaire for Christy (1951)
- Un americà a París (1951)
- Cantant sota la pluja (1952)
- Skirts Ahoy! (1952)
- Washington Story (1952)
- Something for the Birds (1952)
- The Iron Mistress (1952)
- It Grows on Trees (1952)
- The Bad and the Beautiful (1952)
- It Happens Every Thursday (1953)
- The Band Wagon (1953)
- Dangerous Crossing (1953)
- The Long, Long Trailer (1954)
- Rhapsody (1954)
- Fireman Save My Child (1954)
- Brigadoon (1954)
- Ricochet Romance (1954)
- Ain't Misbehavin' (1955)
- The Private War of Major Benson (1955)
- Sempre fa bon temps (1955)
- The Tender Trap (1955)
- Glory (1956)
- Please Murder Me (1956)
- The Solid Gold Cadillac (1956)
- Kelly and Me (1957)
- Designing Woman (1957)
- Loving You (1957)
- All Mine to Give (1957)
- The Heart Is a Rebel (1958)
- Please Don't Eat the Daisies (1960)
- Sergeants 3 (1962)
- Looking for Love (1964)
- The Trouble with Angels (1966)
- The Last of the Secret Agents? (1966)
- Batman (1966)
- Follow Me, Boys! (1966)